# Dumaguetes chapmani
Dumaguetes chapmani is een hooiwagen uit de familie Epedanidae.